# Ludwikowice Kłodzkie

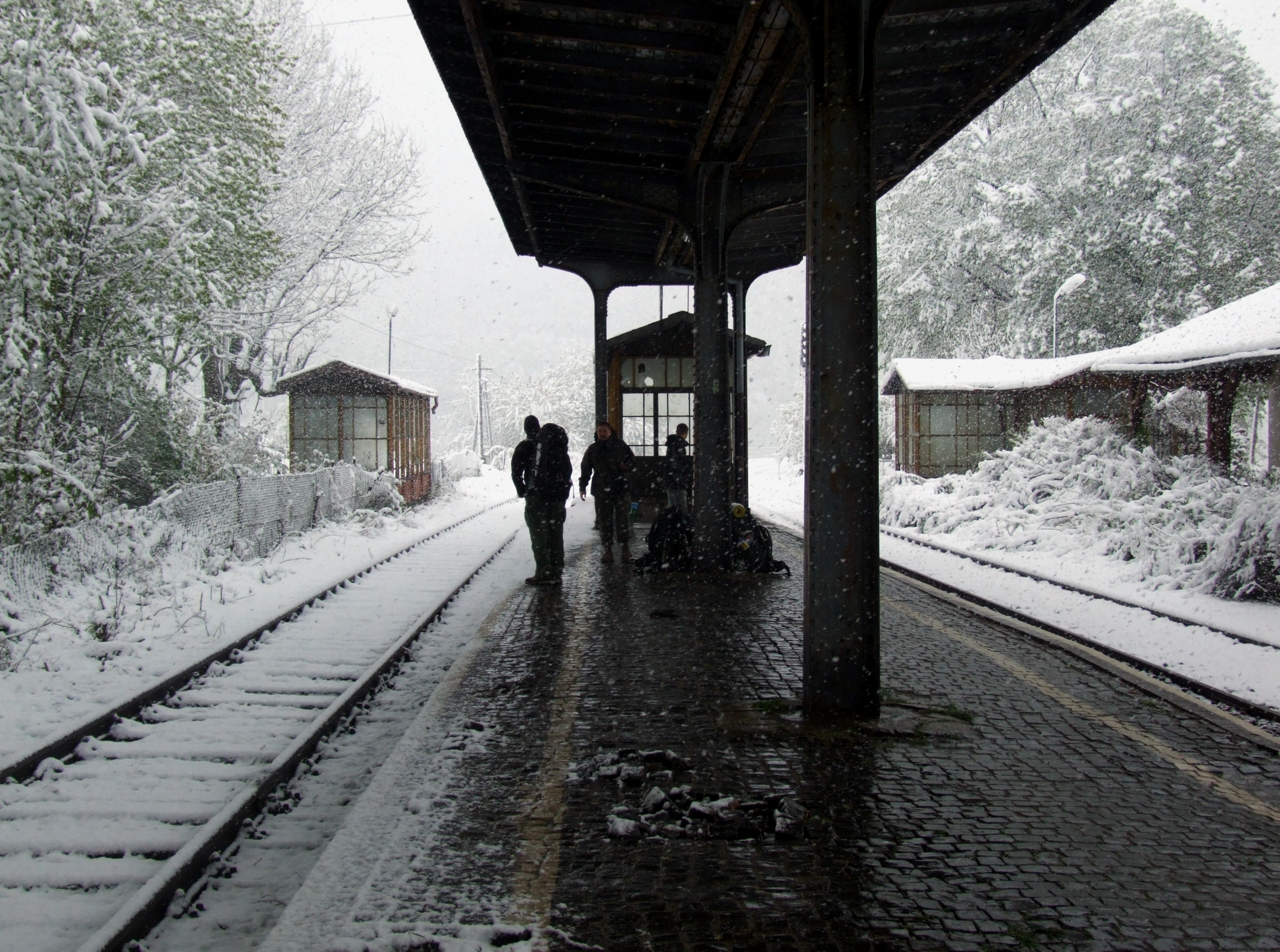
La gare de Ludwikowice Kłodzkie.

Ludwikowice Kłodzkie (allemand : Ludwigsdorf) est un village dans le district administratif de la gmina de Nowa Ruda, powiat de Kłodzko, dans la voïvodie de Basse-Silésie, dans le sud-ouest de la Pologne. Avant 1945, il s'agissait d'une possession allemande.

## Histoire
Après la réorganisation de la Prusse, Ludwigsdorf fait partie à partir de 1815 de la province de Silésie, qui est divisée en arrondissements. De 1816 à 1853, la ville est rattachée à l'arrondissement de Glatz et de 1854 à 1932 à l'arrondissement de Neurode.